# مارسيلو بنتا
مارسيلو بنتا (بالإسبانية: Marcelo Penta)‏ هو لاعب كرة قدم أرجنتيني في مركز الوسط، ولد في 26 أغسطس 1985 في روساريو في الأرجنتين. لعب مع تشاكاريتا جيونيورز وتيرو فيديرال ونيولز أولد بويز.

## وصلات خارجية
- مارسيلو بنتا على موقع قاعدة بيانات كرة القدم.إي يو (الإنجليزية)
- مارسيلو بنتا على موقع Soccerway.com (الإنجليزية)